# Proviverra
Proviverra — викопний рід гієнодонтів, який жив у середньому еоцені в Європі.